# Rosette Luyina Kiese
Roseta Luyina Kiese é uma atleta congolesa que compete no arremesso de peso. Depois de ter uma amputação parcial de sua perna direita devido a uma explosão de minas terrestres, Luyina começou a praticar desporto e competiu nos Jogos Paralímpicos de Verão de 2016 no Rio de Janeiro, Brasil.

## Carreira
Rosette Luyina Kiese teve uma amputação parcial da sua perna direita em 2010, depois de pisar numa mina terrestre no Território Rutshuru da República Democrática do Congo. Ela passou por uma reabilitação aos cuidados do Comité Internacional da Cruz Vermelha (CICV), que também lhe deu uma prótese. Luyina, depois de recuperar, começou a praticar desporto, que ela creditou por ajudá-la a continuar com sua vida.
Luyina foi nomeada pela República Democrática do Congo para os Jogos Paraolímpicos de 2016 no Rio de Janeiro, Brasil. O CICV também ajudou com uma doação para ajudar os atletas a participar da competição. Treinada por Claude Weshanga, Luyina treinou antes dos Jogos Paralímpicos no Stade des Martyrs em Kinshasa. Ela foi nomeada como a portadora da bandeira da sua nação no Desfile das Nações durante a cerimónia de abertura dos Paraolímpicos de Verão de 2016.  la competiu no arremesso de peso das mulheres na classe F57. Luyina terminou na 10ª posição de um total de 12 atletas, registando uma distância de 4,97 metros.